# Iryna Babezkaja
Iryna Nikolajauna Babezkaja (belarussisch Ірына Бабецкая, russisch Ирина Николаевна Бабецкая/Irina Nikolajewna Babezkaja; * 20. Juni 1986 in Lahojsk, Minskaja Woblasz, Weißrussische SSR, Sowjetunion) ist eine ehemalige belarussische Biathletin.

## Karriere
Iryna Babezkaja begann 1991 mit dem Biathlonsport. Die ersten internationalen Rennen im Junioren-Europacup bestritt die Belarussin 2005 in Obertilliach, im Jahr darauf erreichte sie in Martell erstmals eine Platzierung unter den Besten zehn. Bei der Sommerbiathlon-Weltmeisterschaft der Junioren 2006 in Ufa verpasste Babezkaja als Viertplatzierte im Crosslauf-Sprint noch eine Medaille, im folgenden Verfolgungsrennen konnte sie siegen und Juniorenweltmeisterin werden. Im Mixed-Staffelrennen der Crossläufer kam an der Seite von Nadseja Skardsina, Wadsim Zwetau und Igor Matlachow eine Bronzemedaille hinzu. In den Sprintroller-Wettbewerben kam ein achter Rang im Sprint und ein siebter Platz in der Verfolgung hinzu. Im Winter 2007 nahm sie in Martell erstmals an Junioren-Weltmeisterschaften auf Schnee teil. Bestes Resultat wurde ein 30. Platz im Sprintrennen. Besser verliefen kurz darauf die Junioreneuropameisterschaften in Bansko, die mit Platz sieben in der Verfolgung ein Top-Ten-Ergebnis brachten. Bei der Sommer-WM der Junioren erreichte Babezkaja erneut gute Resultate. Neunte wurde sie im Sprint, Vierte im Massenstartrennen und mit der Mixedstaffel gewann sie abermals die Bronzemedaille.
Bei den Frauen war Babezkajas erster international bedeutender Einsatz im Rahmen der Militär-Winterweltmeisterschaften 2006 in Andermatt, wo sie im Sprint den 25. Platz erreichte. Ab 2008 spezialisierte sich die Belarussin zunehmend auf den Sommerbiathlon. Die Sommerbiathlon-Weltmeisterschaften 2008 in Haute-Maurienne wurden erstes Großereignis im Sommer bei den Frauen. Im Crosslauf-Sprint erreichte sie den sechsten, im Verfolgungsrennen den siebten Platz. In den Skiroller-Wettbewerben kam sie auf den 19. Platz im Sprint und wurde mit Maryja Kaslouskaja, Jauheni Schuleu und Sjarhej Daschkewitsch Fünfte mit der Mixedstaffel. Den endgültigen Durchbruch schaffte Babezkaja 2009. Zunächst wurde sie in Nové Město na Moravě bei den Sommerbiathlon-Europameisterschaften 2009 nach einem elften Platz im Sprint Europameisterin in der Verfolgung. Mit der Mixed-Staffel um Hanna Zwetawa, Zwetau und Matlachow verpasste sie um vier Sekunden gegen das Team aus Tschechien die Bronzemedaille und wurde Vierte. Bei den Sommerbiathlon-Weltmeisterschaften 2009 in Oberhof gewann Babezkaja das Auftaktrennen der Frauen, den Crosslauf-Sprint und wurde erstmals Weltmeisterin. In der Verfolgung rutschte sie auf Platz fünf zurück.
Ihr Debüt im regulären IBU-Cup feierte Babezkaja Ende 2009 in Ridnaun. Im Laufe des Winters nahm sie auch an den Europameisterschaften teil. Dort wurde sie 17. des Einzels und Achte mit der Damenstaffel. Auch in der Saison 2010/11 war Babezkaja Mitglied des IBU-Cup-Teams und stellte in Altenberg mit Rang 12 im Sprint ihr persönliches Bestergebnis auf. Erneut startete sie auch bei der EM, wo es mit der Staffel auf Position 6 ging. Seitdem hat Babezkaja an keinem Rennen mehr teilgenommen.

## Statistiken

### Juniorenweltmeisterschaften
Ergebnisse bei den Juniorenweltmeisterschaften:
| Weltmeisterschaften | Weltmeisterschaften | Einzel | Sprint | Verfolgung | Staffel |
| Jahr                | Ort                 | Einzel | Sprint | Verfolgung | Staffel |
| ------------------- | ------------------- | ------ | ------ | ---------- | ------- |
| 2007                | Martell             | 40.    | 30.    | DNF        | 11.     |